# Шипчич, Никола
Нико́ла Ши́пчич (черног. Никола Шипчић / Nikola Šipčić; род. 17 мая 1995, Прибой, Златиборский округ) — черногорский футболист, защитник клуба «Тенерифе» и сборной Черногории. Выступает на правах аренды за клуб «Картахена».

## Клубная карьера
Шипчич — воспитанник клуба ФАП. В 2014 году Никола подписал контракт с ОФК. В 2014 году он два сезона на правах аренды выступал за «Жарково».  В 2016 году Шипчич был арендован клубом «Рад». 4 декабря в матче против «Радничики» из Сурдулицы он дебютировал в сербской Суперлиге. 5 августа 2018 года в поединке против «Войводины» Никола забил свой первый гол за «Рад». 
Летом 2019 года Шипчич перешёл в испанский «Тенерифе». 17 августа в матче против «Сарагосы» он дебютировал в Сегунде. 31 января 2020 года в поединке против хихонского «Спортинга» Никола забил свой первый гол за «Тенерифе». 

## Карьера в сборной
24 марта 2022 года в товарищеском матче против сборной Армении Шипчич дебютировал за сборную Черногории. 